# Azuqueca de Henares
Azuqueca de Henares ist eine spanische Stadt in der Autonomen Gemeinschaft Kastilien-La Mancha. Sie ist die zweitgrößte Stadt der Provinz Guadalajara und liegt in der Comarca Campiña de Guadalajara.

## Persönlichkeiten
- José Luis Viejo (1949–2014), Radrennfahrer, im rund 30 Kilometer entfernten Yunquera de Henares geboren, lebte und starb hier.